# NGC 72
NGC 72 je galaksija u zviježđu Andromeda.

## Vanjske poveznice
- SEDS: NGC 0072